# Liber de coquina
I manoscritti del Liber de coquina (dal latino: Libro di cucina), assieme a quelli dell'Anonimo Meridionale, anch'esso redatto presso la corte Angioina di Napoli, tramandano il testo del più antico ricettario di cucina dell'occidente cristiano, giunto fino ai nostri giorni. Redatto in latino volgare, il Liber rappresenta una delle più importanti testimonianze sulle abitudini alimentari presso le corti italiane ed europee del tardo Medioevo.

## I manoscritti del Liber
Il testo di questo ricettario si è conservato in due manoscritti pressoché identici, (Liber de coquina in Lat. 7131, f. 96v, - f. 99v, ed in Lat. 9328, f. 133v, f.139v) attualmente in possesso della Biblioteca nazionale di Francia, e collezionati (con altre opere), in due distinti codici, (ms. Lat. 7131 e ms. Lat. 9328), diversi per fattura ed argomento.
Alla stessa famiglia del Liber, ma copie successive, appartengono il ms. Pal. Lat. 1768 (oggi conservato presso la Biblioteca apostolica vaticana) e i due ricettari presenti nel ms. 158 (Anonimo Toscano) conservato nella Biblioteca universitaria di Bologna.
I manoscritti del Liber de Coquina presentano notevoli tratti in comune con il ms. Inv. 1339, noto anche come Anonimo Meridionale, un tempo in possesso della Fondazione B.I.N.G. (Bibliothèque Internationale de Gastronomie) e databile alla prima metà del XV secolo, che tuttavia la studiosa Anna Martellotti ritiene di retrodatare alla Sicilia di età sveva.

## Contenuto

### Liber de Coquina
- verdure
- pollame
- paste
- pesce
- composizione di molti ingredienti

## Testo

### Manoscritti
- Manoscritto Latino n. 7131, racc. 94r-99v, Bibliothèque nationale, Paris (ca. 1304-1314)
- Manoscritto Latino n. 9328, racc. 129r-139v, Bibliothèque nationale, Paris (XIV secolo)

### Edizioni
- Marianne Mulon: "Deux traités inédits d'art culinaire médiéval", Bull. philol. et hist. année 1968, vol 1, p. 369-435

### Versioni digitali
Le due parti sono disponibili per uso accademico, privato e non-profit dal sito di Thomas Gloning's:
- http://www.uni-giessen.de/gloning/tx/mul2-lib.htm
- http://www.uni-giessen.de/gloning/tx/mul1-tra.htm

### Traduzioni
Edizione completa latino-tedesco:
- Robert Maier (ed.): "Liber de Coquina - Das Buch der guten Küche", F. S. Friedrich Verlag Frankfurt am Main 2005 ISBN 3-937446-08-7

Traduzione in italiano del Tractatus:
- Enrico Carnevale Schianca, ”Tractatus de modo preparandi et condiendi omnia cibaria” (traduzione e commento), in Appunti di Gastronomia, vol. 26, Milano, Condeco, 1998,  pp. 5-108, ISSN 1593-263X (WC · ACNP).